# Francisco Mercado Quiroz
El teniente coronel Francisco Mercado Quiroz (Chiautla de Tapia, Puebla; 2 de abril de 1888 - ídem; ¿?) fue un militar mexicano que participó en la Revolución mexicana. Fue hijo de Marino Mercado  Ibarra y de Guadalupe Quiroz Vergara; su padre era arrendatario. Desde su niñez se dedicó a las labores del campo, cultivando la parcela arrendada en el Rancho Coatecomapa. Permaneció durante toda su vida como analfabeto, no obstante, esto no impidió que este destacara por su calidad militar. El 15 de septiembre de 1911 se incorporó al Ejército Libertador del Sur en ciernes en San Juan del Río, Puebla, bajo las órdenes directas del General Emiliano Zapata. Fue miembro de su escolta personal hasta el año de 1917, cuando se le pasó a las fuerzas de Juan Tapia para combatir en los límites de los estados de Puebla y Guerrero. Más tarde, operó bajo las órdenes del General Maurilio Mejía, obteniendo el grado de teniente coronel. A la muerte del caudillo del sur, Emiliano Zapata, se retiró desilusionado de la lucha.